# 山下りん
山下 りん（山下 里舞、やました りん、安政4年5月25日〈1857年6月16日〉- 1939年〈昭和14年〉1月26日）は、日本の画家である。女性。常陸国茨城郡笠間（幕藩体制下の常州笠間藩領、現在の茨城県笠間市）の出身。正教徒で、聖名はイリナ。そのため、しばしばイリナ山下りんとも呼ばれる。
日本人初のイコン画家として知られる。日本で最も早期の女性洋画家の一人。

## 略歴
1873年（明治6年）に東京府に出て豊原国周という浮世絵師に学び、後に川上冬崖に洋画を学んだ中丸精十郎に師事する。1877年（明治10年）には工部美術学校に入学し、アントニオ・フォンタネージの指導を受けた。同窓生の山室政子の影響で正教会に改宗した。工部美術学校は1880年（明治13年）に退学する。
同年、山室の代役で教会より派遣され聖像画家として修養すべく帝政ロシアの首都サンクトペテルブルクに留学した。ビザンチン式の聖像の技法を山下自身は好まず、ロシア滞在中に記した日記に「イコンはおばけ絵」「イタリヤ画（ラファエロが描いたような絵）が画きたい」などの発言を残している。滞在中は女子修道院でイコン製作技術を学び、本当は5年滞在のところを丸2年滞在して1883年（明治16年）に帰国した。

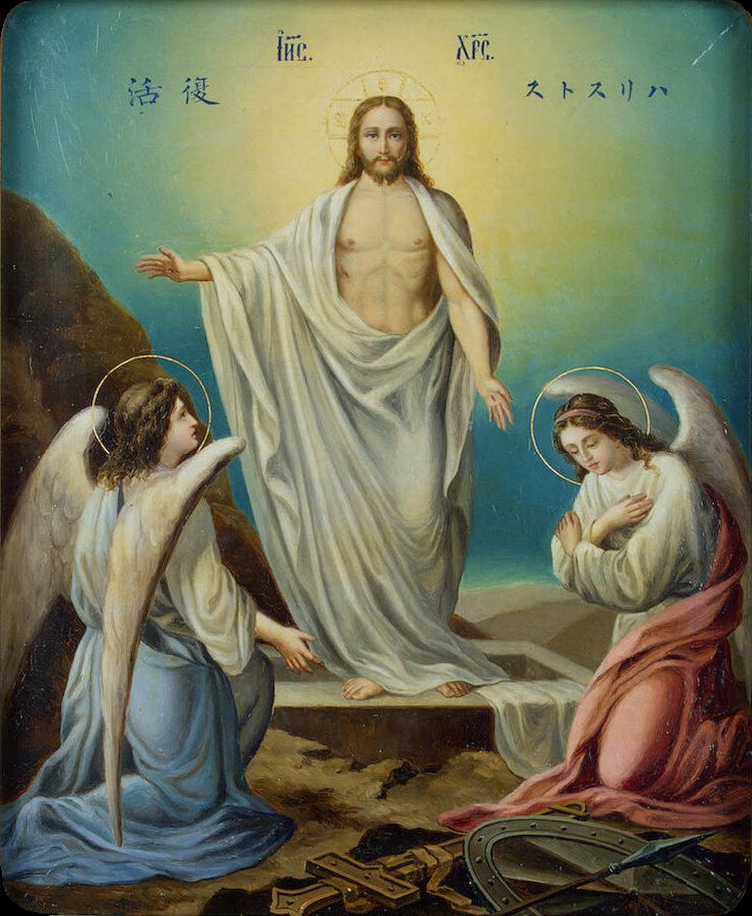
『ハリストス復活』／1891年（明治24年）頃の作。

帰国後は東京神田駿河台にあった日本正教会の女子神学校にアトリエを構え、外界との接触を絶ちイコン制作に没頭する。1891年（明治24年）に竣工したニコライ堂にも後にイコンを描いた（関東大震災で焼失）。主に関東地方や東北・北海道を中心に300点あまりの聖像を残した。作風には留学当時ロシアで支持されていた西欧カトリックの宗教画の影響が強く、模写したロシア・イコンを通じて山下りんがギュスターヴ・ドレの聖画集を間接的に模写していたことが指摘されている。
山下のイコンは全て模写であり無署名である。この点において、正教のイコンの原則を忠実に守っている。ロシア留学からの帰国後は、留学経験を誇る風もなく、機関紙である『正教時報』に留学体験を書くこともなく、肖像写真にも土産にもらったワンピースを着ることもなく粗末な木綿の着物で写り、教会内で目立った自己主張もせず、ただただイコン制作のみに努めた。当時の女子神学生の証言として、周囲とは全く没交渉で、浴室で稀に会った程度であり、アトリエすらも見た者は居なかったというものがある。
ロシア革命後は正教も衰えたため、1918年（大正7年）、61歳で郷里の笠間に戻った。晩年は白内障のためもあって絵筆はとらなかったという。満81歳で没。墓所は、笠間にある光照寺（真宗大谷派）にある。
2005年、山下が44歳（1901年・明治34年）で制作した、個人所有のイコン「ウラジーミルの聖母」がTV番組『美の巨人たち』でとりあげられた。

## 留学先
りんの留学した修道院は、長らく名称、所在地が不明であったが、1979年、川又一英が、当時のレニングラード（現・サンクトペテルブルク）を訪問し、突き止めている。これは、市の中心から南へ5キロメートル、ザバルスカン大通り（現モスコフスキー通り）に面した、正式名称サンクトペテルブルク復活女子大聖堂、通称ノヴォデーヴィチ女子修道院である。エルミタージュ美術館へ行程8kmほどで、一時期、りんは馬車で通っていた。その後、ロシア革命、第二次大戦を経て荒廃していたが、ソビエト連邦の崩壊後、徐々に再建されている。

## 派生作品
- 映画『イコン伝説 追憶のエルミタージュ』[5][6] - 1992年（平成4年）製作、同年12月12日封切り。監督・脚本：石侍露堂。主演（山下りん役）：伊地知聖子。製作：日ロ映画製作委員会＝ウィルプロ＝ケンタウロス。配給：東映アストロ。

## 関連文献
- 大下智一 著、北海道立近代美術館 編『山下りん─明治を生きたイコン画家』北海道新聞社〈ミュージアム新書 24〉、2004年3月。ISBN 4-89453-285-9、ISBN 978-4-89453-285-4、OCLC 676299128 。
- 小田秀夫『山下りん─信仰と聖像画に捧げた生涯』筑波書林〈ふるさと文庫〉、1980年4月1日。ASIN B000J7ZJR8。
- 川又一英『われら生涯の決意―大主教ニコライと山下りん』新潮社、1981年3月。ASIN B000J807FG。
- 川又一英『ニコライの塔─大主教ニコライと聖像画家山下りん』中央公論社〈中公文庫〉、1992年2月。ISBN 4122018781、ISBN 978-4122018785、OCLC 674057503 。
- 高橋文彦『魂のイコン 山下りん』原書房、1995年8月。ISBN 4562027029、ISBN 978-4562027026、NCID BN13599406、OCLC 673856310 。
- 若桑みどり『女性画家列伝』岩波書店〈岩波新書〉、1985年10月21日。ISBN 4-00-420318-X、ISBN 978-4-00-420318-6、OCLC 1305196953 。